# Praça Nossa Senhora da Conceição

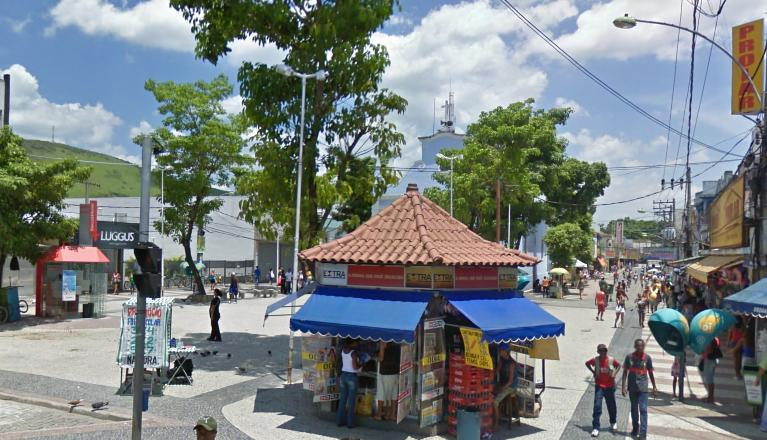
Praça Nossa Senhora da Conceição, em 2014.

A Praça Nossa Senhora da Conceição é uma praça situada no bairro da Vila das Mangueiras, na cidade fluminense de Queimados. Localiza-se no cruzamento da Avenida Irmãos Guinle com a Rua Vereador Marinho Hemeterio Oliveira.
O logradouro é um centro comercial de grande movimentação, endereço de lojas de redes varejistas. A praça também sedia frequentemente diversos eventos municipais, como festivais.
O nome da praça foi dado por conta dela estar situada em frente à Igreja Nossa Senhora da Conceição. A igreja, cujo nome foi dado em referência a Nossa Senhora da Conceição, teve suas obras de construção iniciadas em 1878. Foi tombada provisoriamente pelo Instituto Estadual do Patrimônio Cultural (INEPAC) em 12 de junho de 1989.